# Centro de Transfusión de las Fuerzas Armadas
El Centro de Transfusión de las Fuerzas Armadas (CTFAS) es la unidad militar responsable de las hemodonaciones y transfusiones en el seno de las Fuerzas Armadas de España. Sus funciones se encuentran descritas en las órdenes del Ministerio de Defensa 34/2007, de 13 de marzo, por la que se crea el Centro de Transfusión de las Fuerzas Armadas y se integra en la Red Sanitaria Militar, y 17/2012, de 15 de marzo, por la que se regula la estructura de la Red Sanitaria Militar. Entre estas funiciones la más importante consiste en proveer de componentes sanguíneos a las diferentes unidades pertenecientes a la sanidad militar española que se encuentren prestando servicios en misiones en el exterior y al Hospital Central de la Defensa, «Gómez Ulla».
El CTFAS depende de la Inspección General de Sanidad de la Defensa, a través de la Subinspección General de Ordenación Sanitaria. Aunque es un organismo autónomo, su sede se encuentra en el complejo del Hospital Central de la Defensa, «Gómez Ulla», situado en el barrio de Aluche de la ciudad de Madrid. Dispone de una unidad sanitaria organizada en cuatro servicios: 
- Donación: Es responsable de las campañas de recogida de sangre, realizadas dentro y fuera del propio centro.
- Procesamiento: Realiza todos los análisis exigidos legalmente y algunos otros opcionales para garantizar unos resultados adecuados.
- Componentes: Separa los componentes obtenidos en las extracciones de sangre (glóbulos rojos, plasma y plaquetas) y los controla en el Laboratorio de Calidad.
- Medicina transfusional: Determina los baremos para la fabricación de hemoderivados farmacéuticos que se consideren necesarios para poder afrontar situaciones de crisis o emergencias sanitarias. Este servicio es necesario porque el Centro de Transfusión de las Fuerzas Armadas dispone de una reserva logística destinada a emergencias.

El Centro de Transfusión de las Fuerzas Armadas es la única entidad española capacitada para enviar sangre a zonas de operaciones, siendo capaz de entregarla en cualquier parte del mundo en menos de dos días. Cuenta con los medios y procedimientos necesarios para garantizar que el tratamiento, almacenamiento y transporte de los hemoderivados se desarrollen en condiciones óptimas.
Fue inaugurado en el año 2007 para continuar con la labor que había desarrollado hasta entonces el Servicio de Hematología y Hemoterapia del Hospital Central de la Defensa, «Gómez Ulla». Asegura la autosuficiencia en las donacionaciones de sangre y hemoderivados, preservando la seguridad de donantes y receptores. De esta forma, las Fuerzas Armadas cumplen con el mandato establecido en el Plan Nacional de Hemoterapia.